# Бу Кнапе
Бу Кнапе (швед. Bo Knape, 16 серпня 1949) — шведський яхтсмен.
Срібний призер Олімпійських Ігор 1972 року в класі Солінґ.